# Piazza San Francesco d'Assisi (Catania)
Piazza San Francesco d'Assisi è un'area parzialmente pedonale del centro storico della città di Catania.
Introduce via dei Crociferi, a incrocio con la parte ovest di via Vittorio Emanuele, attraverso l'arco di San Benedetto.
Sulla piazzetta, si affaccia l'imponente chiesa di San Francesco d'Assisi all'Immacolata. Al centro, è situata una statua raffigurante il cardinale Giuseppe Benedetto Dusmet, in un atto di carità nei confronti del popolo, opera dello scultore Silvestre Cuffaro (realizzata tra il 1932 e il 1935); il monumento su cui sorge è opera di Raffaele Leone.
Di fronte alla chiesa, si trova l'elegante Palazzo Gravina Cruyllas, dove abitò Vincenzo Bellini. Qui hanno sede il Museo Civico Belliniano e il Museo Emilio Greco. Nelle sale dedicate a Emilio Greco sono presenti 159 opere, tra litografie e acqueforti, realizzate tra il 1955 e il 1992. L'altra dimora nobiliare su piazza San Francesco è l'imponente Palazzo Platania (sec. XIX), che occlude ad est la vista del prospetto esterno del Teatro Antico.
Nella piazza, a est del monumento, fu recuperato un vasto e importante deposito votivo.